# Ron Greenwood
Ronald ("Ron") Greenwood CBE (11 november 1921 – 8 februari 2006) was een Engelse voetbaltrainer. Hij was bondscoach van het Engels voetbalelftal van 1977 tot 1982. Daarvoor was hij een succesvolle coach bij West Ham United FC, dat onder zijn leiding de FA Cup won in 1964. In 1965 bemachtigde hij met hetzelfde team de Beker voor Bekerwinnaars, na een overwinning op het Duitse TSV 1860 München.
De in Burnley geboren Greenwood kwam als speler tussen 1945 en 1956 uit voor Bradford Park Avenue, Brentford, Chelsea en Fulham. Hij kwam echter nooit uit voor het nationale elftal.
Na zijn actieve voetbalcarriè werd hij eerst assistenttrainer bij Arsenal onder George Swindin, voordat hij in 1961 hoofdtrainer bij West Ham United werd. Hij bleef daar trainer tot 1974, waarna hij er tot 1977 de functie van algemeen directeur vervulde.
Als bondscoach leidde hij The Lions naar het EK 1980 in Italië en het WK 1982 in Spanje. Na de uitschakeling op dat toernooi nam hij ontslag en werd hij opgevolgd door Bobby Robson. In latere jaren was Greenwood regelmatig te horen op de BBC-radio als co-commentator.
| Interlands Engeland onder leiding van bondscoach Ron Greenwood | Interlands Engeland onder leiding van bondscoach Ron Greenwood | Interlands Engeland onder leiding van bondscoach Ron Greenwood | Interlands Engeland onder leiding van bondscoach Ron Greenwood | Interlands Engeland onder leiding van bondscoach Ron Greenwood | Interlands Engeland onder leiding van bondscoach Ron Greenwood |
| №                                                              | Datum                                                          | Plaats                                                         | Wedstrijd                                                      | Uitslag                                                        | Competitie                                                     |
| -------------------------------------------------------------- | -------------------------------------------------------------- | -------------------------------------------------------------- | -------------------------------------------------------------- | -------------------------------------------------------------- | -------------------------------------------------------------- |
| 1                                                              | 07.09.1977                                                     | Londen                                                         | Engeland – Zwitserland                                         | 0 − 0                                                          | Oefeninterland                                                 |
| 2                                                              | 12.10.1977                                                     | Luxembourg-Stad                                                | Luxemburg – Engeland                                           | 0 − 2                                                          | WK-kwalificatie                                                |
| 3                                                              | 16.11.1977                                                     | Londen                                                         | Engeland – Italië                                              | 2 − 0                                                          | WK-kwalificatie                                                |
| 4                                                              | 22.02.1978                                                     | München                                                        | West-Duitsland – Engeland                                      | 2 − 1                                                          | Oefeninterland                                                 |
| 5                                                              | 19.04.1978                                                     | Londen                                                         | Engeland – Brazilië                                            | 1 − 1                                                          | Oefeninterland                                                 |
| 6                                                              | 13.05.1978                                                     | Cardiff                                                        | Wales – Engeland                                               | 1 − 3                                                          | Home Championship                                              |
| 7                                                              | 16.05.1978                                                     | Londen                                                         | Engeland – Noord-Ierland                                       | 1 − 0                                                          | Home Championship                                              |
| 8                                                              | 20.05.1978                                                     | Glasgow                                                        | Schotland – Engeland                                           | 0 − 1                                                          | Home Championship                                              |
| 9                                                              | 24.05.1978                                                     | Londen                                                         | Engeland – Hongarije                                           | 4 − 1                                                          | Oefeninterland                                                 |
| 10                                                             | 20.09.1978                                                     | Kopenhagen                                                     | Denemarken – Engeland                                          | 3 − 4                                                          | EK-kwalificatie                                                |
| 11                                                             | 25.10.1978                                                     | Dublin                                                         | Ierland – Engeland                                             | 1 − 1                                                          | EK-kwalificatie                                                |
| 12                                                             | 29.11.1978                                                     | Londen                                                         | Engeland – Tsjecho-Slowakije                                   | 1 − 0                                                          | Oefeninterland                                                 |
| 13                                                             | 07.02.1979                                                     | Londen                                                         | Engeland – Noord-Ierland                                       | 4 − 0                                                          | EK-kwalificatie                                                |
| 14                                                             | 19.05.1979                                                     | Belfast                                                        | Noord-Ierland – Engeland                                       | 0 − 2                                                          | Home Championship                                              |
| 15                                                             | 23.05.1979                                                     | Londen                                                         | Engeland – Wales                                               | 0 − 0                                                          | Home Championship                                              |
| 16                                                             | 26.05.1979                                                     | Londen                                                         | Engeland – Schotland                                           | 3 − 1                                                          | Home Championship                                              |
| 17                                                             | 06.06.1979                                                     | Sofia                                                          | Bulgarije – Engeland                                           | 0 − 3                                                          | EK-kwalificatie                                                |
| 18                                                             | 10.06.1979                                                     | Solna                                                          | Zweden – Engeland                                              | 0 − 0                                                          | Oefeninterland                                                 |
| 19                                                             | 13.06.1979                                                     | Wenen                                                          | Oostenrijk – Engeland                                          | 4 − 3                                                          | Oefeninterland                                                 |
| 20                                                             | 12.09.1979                                                     | Londen                                                         | Engeland – Denemarken                                          | 1 − 0                                                          | EK-kwalificatie                                                |
| 21                                                             | 17.10.1979                                                     | Belfast                                                        | Noord-Ierland – Engeland                                       | 1 − 5                                                          | EK-kwalificatie                                                |
| 22                                                             | 22.11.1979                                                     | Londen                                                         | Engeland – Bulgarije                                           | 2 − 0                                                          | EK-kwalificatie                                                |
| 23                                                             | 06.02.1980                                                     | Londen                                                         | Engeland – Ierland                                             | 2 − 0                                                          | EK-kwalificatie                                                |
| 24                                                             | 26.03.1980                                                     | Barcelona                                                      | Spanje – Engeland                                              | 0 − 2                                                          | Oefeninterland                                                 |
| 25                                                             | 13.05.1980                                                     | Londen                                                         | Engeland – Argentinië                                          | 3 − 1                                                          | Oefeninterland                                                 |
| 26                                                             | 17.05.1980                                                     | Wrexham                                                        | Wales – Engeland                                               | 4 − 1                                                          | Home Championship                                              |
| 27                                                             | 20.05.1980                                                     | Londen                                                         | Engeland – Noord-Ierland                                       | 1 − 1                                                          | Home Championship                                              |
| 28                                                             | 24.05.1980                                                     | Glasgow                                                        | Schotland – Engeland                                           | 0 − 2                                                          | Home Championship                                              |
| 29                                                             | 31.05.1980                                                     | Sydney                                                         | Australië – Engeland                                           | 1 − 2                                                          | Oefeninterland                                                 |
| 30                                                             | 12.06.1980                                                     | Turijn                                                         | België – Engeland                                              | 1 − 1                                                          | EK-eindronde                                                   |
| 31                                                             | 15.06.1980                                                     | Turijn                                                         | Italië – Engeland                                              | 1 − 0                                                          | EK-eindronde                                                   |
| 32                                                             | 18.06.1980                                                     | Napels                                                         | Engeland – Spanje                                              | 2 − 1                                                          | EK-eindronde                                                   |
| 33                                                             | 10.09.1980                                                     | Londen                                                         | Engeland – Noorwegen                                           | 4 − 0                                                          | WK-kwalificatie                                                |
| 34                                                             | 15.10.1980                                                     | Boekarest                                                      | Roemenië – Engeland                                            | 2 − 1                                                          | WK-kwalificatie                                                |
| 35                                                             | 19.11.1980                                                     | Londen                                                         | Engeland – Zwitserland                                         | 2 − 1                                                          | WK-kwalificatie                                                |
| 36                                                             | 25.03.1981                                                     | Londen                                                         | Engeland – Spanje                                              | 1 − 2                                                          | Oefeninterland                                                 |
| 37                                                             | 29.04.1981                                                     | Londen                                                         | Engeland – Roemenië                                            | 0 − 0                                                          | WK-kwalificatie                                                |
| 38                                                             | 12.05.1981                                                     | Londen                                                         | Engeland – Brazilië                                            | 0 − 1                                                          | Oefeninterland                                                 |
| 39                                                             | 20.05.1981                                                     | Londen                                                         | Engeland – Wales                                               | 0 − 0                                                          | Home Championship                                              |
| 40                                                             | 23.05.1981                                                     | Londen                                                         | Engeland – Schotland                                           | 0 − 1                                                          | Home Championship                                              |
| 41                                                             | 30.05.1981                                                     | Basel                                                          | Zwitserland – Engeland                                         | 2 − 1                                                          | WK-kwalificatie                                                |
| 42                                                             | 06.06.1981                                                     | Boedapest                                                      | Hongarije – Engeland                                           | 1 − 3                                                          | WK-kwalificatie                                                |
| 43                                                             | 09.09.1981                                                     | Oslo                                                           | Noorwegen – Engeland                                           | 2 − 1                                                          | WK-kwalificatie                                                |
| 44                                                             | 18.11.1981                                                     | Londen                                                         | Engeland – Hongarije                                           | 1 − 0                                                          | WK-kwalificatie                                                |
| 45                                                             | 23.02.1982                                                     | Londen                                                         | Engeland – Noord-Ierland                                       | 4 − 0                                                          | Home Championship                                              |
| 46                                                             | 27.04.1982                                                     | Cardiff                                                        | Wales – Engeland                                               | 0 − 1                                                          | Home Championship                                              |
| 47                                                             | 25.05.1982                                                     | Londen                                                         | Engeland – Nederland                                           | 2 − 0                                                          | Oefeninterland                                                 |
| 48                                                             | 29.05.1982                                                     | Glasgow                                                        | Schotland – Engeland                                           | 0 − 1                                                          | Home Championship                                              |
| 49                                                             | 02.06.1982                                                     | Reykjavík                                                      | IJsland – Engeland                                             | 1 − 1                                                          | Oefeninterland                                                 |
| 50                                                             | 03.06.1982                                                     | Helsinki                                                       | Finland – Engeland                                             | 1 − 4                                                          | Oefeninterland                                                 |
| 51                                                             | 16.06.1982                                                     | Bilbao                                                         | Engeland – Frankrijk                                           | 3 − 1                                                          | WK-eindronde                                                   |
| 52                                                             | 20.06.1982                                                     | Bilbao                                                         | Tsjecho-Slowakije – Engeland                                   | 0 − 2                                                          | WK-eindronde                                                   |
| 53                                                             | 25.06.1982                                                     | Bilbao                                                         | Engeland – Koeweit                                             | 1 − 0                                                          | WK-eindronde                                                   |
| 54                                                             | 29.06.1982                                                     | Madrid                                                         | Engeland – West-Duitsland                                      | 0 − 0                                                          | WK-eindronde                                                   |
| 55                                                             | 05.07.1982                                                     | Madrid                                                         | Spanje – Engeland                                              | 0 − 0                                                          | WK-eindronde                                                   |